# Усатов, Анатолий Павлович
Анатолий Павлович Усатов (род. 30 мая 1958) — советский футболист, полузащитник. Играл в кировском «Динамо» (227 матчей), куйбышевских «Крыльях Советов» и смоленской «Искре».

## Карьера
Усатов дебютировал во Второй лиге в 1976 году в составе кировского «Динамо». В 1978 году куйбышевские «Крылья Советов» вышли в Высшую лигу и Усатов в составе большой группы игроков (Минаев, Сидоров, Фоменко и др.) отправился на усиление. В Высшей лиге Чемпионата СССР дебютировал 18 ноября 1979 в матче предпоследнего тура против бакинского «Нефтчи», заменив на 46 минуте Владимира Васяева. В последнем туре отыграл весь матч против ворошиловградской «Зари». с 1980 по 1984 играл в кировском «Динамо». В 1985 один сезон провел в смоленской «Искре».

## Достижения
- Чемпион РСФСР — 1981